# Pseudhammus similis
Pseudhammus similis là một loài bọ cánh cứng trong họ Cerambycidae.